# 鷹撞擊坑
鷹撞擊坑（英語：Eagle）是火星上的一個小撞擊坑，也是机遇号火星探测漫游者於2004年1月登陸火星後開始探測的起點；位於火星子午線高原，座標 1.95°S, 354.47°E，直徑22公尺，深度3公尺。科學家們對於機會號降落在該撞擊坑相當高興，因為該撞擊坑的岩石露頭經過機會號探測以後進一步證明子午線高原古代曾經是海床。

## 命名由來
這個撞擊坑名稱有三個涵義：紀念1969年人類首次登陸月球的阿波羅11號登陸艇代號，鷹也是美國的代表；第二個涵義則是高爾夫球的術語，代表少標準桿數兩桿。第三個涵義則是以高爾夫球術語引申為登陸在撞擊坑內是「一桿進洞」。

## 在坑內的發現

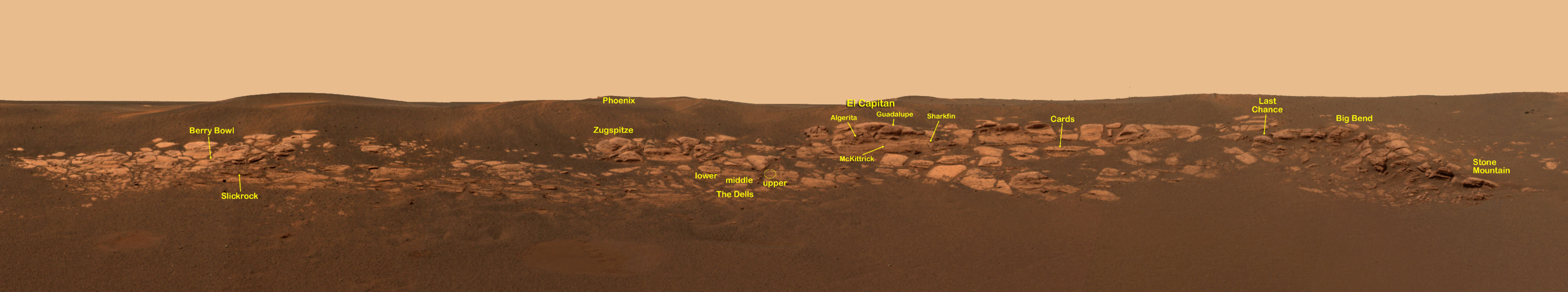
鷹撞擊坑周圍全景影像

機會號任務科學家注意到了撞擊坑內有許多岩石露頭以及土壤，這似乎是粗糙的灰色砂石和細顆粒紅色土壤的混和物 。經過仔細的現地研究後發現這些物質厚度可能少於一根手指，這更加確定了古代的子午線高原酸性和含鹽的海洋（页面存档备份，存于），雖然這個地區地質歷史更多的相關資訊是在三個月後機會號探測東方較大的堅忍撞擊坑時才得到。在火星上空的軌道探測器在該區域發現了赤鐵礦，因此以此區域做為首選的登陸地點；在這個區域發現了許多微小的赤鐵礦小球，被科學家依照它的形狀稱為「藍莓石」，雖然其體積比真正的藍莓小。不久之後這些赤鐵礦結核在鷹撞擊坑以外的露頭被大量發現。這些結核看起來是因為岩石露頭被風侵蝕而顯現出來。探測車的顯微鏡影像中可發現大多數的藍莓石都是和岩石露頭分離，但仍有一些和岩石露頭之間有小片岩石連接。

## 坑內的岩石和露頭
機會號使用其科學儀器研究了許多的岩石和露頭；並且這些岩石被任務科學家取了非正式名稱。這些名字包含：
- 藍莓碗（Berry Bowl），有大量火星藍莓石的露頭。
- Carousel，一層可能在潮濕環境中形成的岩石露頭。
- Cookies 'N' Cream，Carousel 附近的暗色土壤研究區。
- 酋長岩，岩層露頭。
- 最后机会，岩層露頭。

這些岩石露頭的狀態可在以上高解析度全景影像看到。

## 延伸閱讀
- Squyres; Grotzinger, JP; Arvidson, RE; Bell Jf, 3rd; Calvin, W; Christensen, PR; Clark, BC; Crisp, JA; Farrand, WH;  et al. . Science. 2004, 306 (5702): 1709–1714. PMID 15576604. doi:10.1126/science.1104559.
- Squyres; Anderson, RC; Arvidson, RE; Bell Jf, 3rd; Cabrol, NA; Calvin, W; Christensen, PR; Clark, BC; Economou, T;  et al. . Science. 2004, 306 (5702): 1723–1726. PMID 15576606. doi:10.1126/science.1105127.
- Squyres; Arvidson, RE; Bell Jf, 3rd; Brückner, J; Cabrol, NA; Calvin, W; Carr, MH; Christensen, PR; Clark, BC;  et al. . Science. 2004, 306 (5702): 1698–1703. PMID 15576602. doi:10.1126/science.1106171.

## 外部連結
- Official Mars Rovers website（页面存档备份，存于）
- Geology of Eagle Crater